# Fryderyki 2025
Fryderyki 2025 – 31. edycja polskich nagród muzycznych Fryderyków, przyznawanych przez Akademię Fonograficzną (powołaną przez Związek Producentów Audio-Video), honorująca dokonania przemysłu muzycznego między 2 grudnia 2023 a 30 listopada 2024. Nagrody zostały wręczone podczas trzech ceremonii. Pierwsza, poświęcona sekcji muzyki jazzowej, odbyła się 23 marca 2025 w Muzeum Historii Żydów Polskich Polin w Warszawie. Druga, poświęcona sekcji muzyki klasycznej, odbyła się 30 marca 2025 w siedzibie Narodowej Orkiestry Symfonicznej Polskiego Radia w Katowicach. Trzecia, poświęcona sekcji muzyki rozrywkowej, odbyła się 5 kwietnia 2025 w Tauron Arenie w Krakowie. Dwie pierwsze gale były retransmitowane przez TVP Kultura, zaś trzecią wyemitowała na żywo TVP2.
Nagrody konkursowe zostały przyznane w 31 kategoriach (14 w sekcji muzyki rozrywkowej, 5 w sekcji muzyki jazzowej i 12 w sekcji muzyki klasycznej). Najwięcej nominacji (5) otrzymał Zespół Śpiewaków Miasta Katowice Camerata Silesia. Najwięcej nagród (po 3) zdobyli Zalewski i Zespół Śpiewaków Miasta Katowice Camerata Silesia. Po 2 nagrody wygrali Anna Szostak-Myrczek, Aukso Orkiestra Kameralna Miasta Tychy, Kaśka Sochacka, Marek Moś, Tomasz Dąbrowski i Urszula Kryger. Poza nagrodami konkursowymi zostały przyznane cztery Złote Fryderyki.

## Organizacja
7 listopada 2024 przedstawiciele Związku Producentów Audio-Video (ZPAV) ogłosili, że w nadchodzącej edycji Fryderyków po raz pierwszy odbędą się odrębne ceremonie dla wszystkich trzech sekcji, ponadto zapowiedzieli wprowadzenie nowych kategorii i zmianę nazwy sekcji muzyki poważnej na muzyki klasycznej. Tego samego dnia Maciej Kutak, przewodniczący zarządu ZPAV, i Tomasz Sygut, prezes Telewizji Polskiej (TVP), podpisali umowę w sprawie transmisji telewizyjnej Fryderyków 2025 w TVP. Gale muzyki rozrywkowej i jazzowej były emitowane w TVP do 2018, zaś w późniejszych latach transmitował je TVN. Organizatorzy zapowiedzieli, ze ceremonia muzyki rozrywkowej będzie emitowana na żywo, zaś gale muzyki jazzowej i klasycznej będą retransmitowane.
12 listopada 2024 ZPAV opublikował nowy regulamin nagród. W muzyce rozrywkowej kategoria utwór roku została zastąpiona przez trzy kategorie gatunkowe: singiel roku pop, singiel roku pop alternatywny i singiel roku hip hop, przy czym wymogiem przy zgłoszeniach jest osiągnięcie odpowiedniego progu odsłuchań w serwisach strumieniowych (50 tysięcy w dwóch pierwszych i 100 tysięcy w trzeciej). Zostały także doprecyzowane kryteria dla zgłoszeń albumów, opierające się na wskazaniu najpierw gatunku, a następnie podgatunku. Kategorie artysta roku, artystka roku i zespół / projekt artystyczny roku zostały zastąpione przez kategorię artysta / artystka roku, gdzie nie odbywają się zgłoszenia i wybór nominowanych, a laureat został wyłoniony spośród nominowanych w jakiejkolwiek innej kategorii. W muzyce jazzowej została utworzona nowa kategoria album roku jazz eksperymentalny / współczesna muzyka improwizowana, ponadto po 13 latach powróciła kategoria jazzowy kompozytor / kompozytorka roku. W muzyce klasycznej powstała nowa kategoria album roku klasyka – crossover.
Przyjmowanie przez Akademię Fonograficzną zgłoszeń trwało od 12 listopada do 8 grudnia 2024. W muzyce rozrywkowej o nominację ubiegało się 394 albumy, 263 utwory (105 w kategorii singiel roku pop, 106 w singiel roku pop alternatywny i 52 w singiel roku hip hop), 355 teledysków i 65 wykonawców w kategorii fonograficzny debiut roku. W muzyce jazzowej zostało zgłoszone 101 albumów, 110 muzyków, 40 kompozytorów i 23 wykonawców debiutujących. W muzyce klasycznej o nominację ubiegało się 195 albumów, z czego 125 zakwalifikowało się do kategorii najwybitniejsze nagranie muzyki polskiej.
6 lutego 2025 organizatorzy zapowiedzieli daty i miejsca trzech ceremonii oraz podali część wykonawców, którzy podczas nich wystąpią. 13 lutego 2025 opublikowali program gali muzyki klasycznej. 21 lutego 2025 podali program gali muzyki jazzowej. 3 marca 2025 podczas konferencji prasowej w siedzibie TVP odbyło się ogłoszenie nominacji w muzyce rozrywkowej i jazzowej. 5 marca 2025 ZPAV podał nominacje w muzyce klasycznej, zaś 11 marca 2025 ogłosił laureatów honorowych Złotych Fryderyków. 20 marca 2025 podał pełną listę wykonawców na gali muzyki rozrywkowej.
Gala muzyki jazzowej odbyła się 23 marca 2025 w Muzeum Historii Żydów Polskich Polin w Warszawie. Jej dyrektorem artystycznym był Nikola Kołodziejczyk, a poprowadzili ją wokalistka Aga Zaryan i dziennikarz Roch Siciński. Była emitowana na żywo w serwisie strumieniowym TVP VOD, w mediach społecznościowych Fryderyków, na portalu Onet.pl i w Programie II Polskiego Radia, a jej retransmisja na kanale TVP Kultura odbyła się dzień później.
Gala muzyki klasycznej odbyła się 30 marca 2025 w siedzibie Narodowej Orkiestry Symfonicznej Polskiego Radia w Katowicach. Jej dyrektorem artystycznym była Anna S. Dębowska, a poprowadzili ją dziennikarze Artur Orzech i Katarzyna Sanocka. Była emitowana na żywo w serwisie strumieniowym TVP VOD, na portalu Onet.pl i w Programie II Polskiego Radia, a dzień później odbyła się jej retransmisja w TVP Kultura.
Gala muzyki rozrywkowej odbyła się 5 kwietnia 2025 w Tauron Arenie w Krakowie i była emitowana na żywo przez TVP2. Poprowadziła ją dziennikarka TVP Gabi Drzewiecka, zaś jej reżyserem był Tomasz Motyl. Według informacji podanych przez TVP, jej oglądalność wyniosła niemal milion widzów, w tym ponad 900 tysięcy w TVP2 oraz 38 tysięcy w serwisach strumieniowych TVP VOD i TVP GO.

## Przebieg

### Gala muzyki jazzowej (23 marca 2025)

#### Występy
Na potrzeby ceremonii została utworzona supergrupa All Stars Fryderyk Big Band w składzie: Grzegorz Nagórski, Emil Miszk, Jacek Namysłowski, Bartosz Pernal, Piotr Wróbel, Paweł Tomaszewski, Łukasz Żyta, Jerzy Małek, Marta Wajdzik, Robert Wypasek, Jakub Waszczeniuk, Przemysław Florczak i Agata Ławicka.
Występy podczas gali muzyki jazzowej:
- Henryk Miśkiewicz (saksofon), All Stars Fryderyk Big Band, Krzysztof Herdzin (dyrygent)
- Voice Act (Anna Gadt, Gosia Zagajewska, Marta Grzywacz i Natalia Kordiak – wokale), Malediwy (Kuba Janicki – preparowana perkusja elektroakustyczna i Marek Pospieszalski – saksofon tenorowy)
- Leszek Możdżer (pianino preparowane, fortepian), Atom String Quartet (Dawid Lubowicz – skrzypce, Mateusz Smoczyński – skrzypce, Michał Zaborski – altówka i Krzysztof Lenczowski – wiolonczela), Wojciech Myrczek (wokal) – „Zielono mi”
- José Manuel Albán Juárez (perkusja), Piotr Zabrodzki (fortepian), Radek Nowicki (saksofon), Sławomir Kurkiewicz (kontrabas), Shachar Elnatan (gitara), Nikodem Bąkowski (instrumenty perkusyjne), Kacper Malisz (skrzypce) – Musica negra y blanca
- Deux Lynx (Miłosz Berdzik i Adam Jędrysik), Kuba Więcek (saksofon)
- Anna Serafińska (wokal), Bernard Maseli (KAT), All Stars Fryderyk Big Band i Nikola Kołodziejczyk (dyrygent)
- Ewa Bem (wokal), Aga Derlak (fortepian), Atom String Quartet (Dawid Lubowicz – skrzypce, Mateusz Smoczyński – skrzypce, Michał Zaborski – altówka, Krzysztof Lenczowski – wiolonczela), All Stars Fryderyk Big Band, Paulina Porszke (dyrygent) – „Tylko dni”, „Więc jak”

#### Prezenterzy
Prezenterzy podczas gali muzyki jazzowej:
- Marta Cienkowska i Aga Derlak – wręczenie nagrody w kategorii fonograficzny debiut roku – jazz
- Piotr Majewski i Grzegorz Nagórski – wręczenie nagrody w kategorii jazzowy kompozytor / kompozytorka roku
- Katarzyna Janiszewska i Michał Urbaniak – wręczenie nagrody w kategorii album roku – jazz eksperymentalny / współczesna muzyka improwizowana
- Anna Karna i Paweł Tomaszewski – wręczenie nagrody w kategorii jazzowy artysta / artystka roku
- Juliusz Kaszyński i Marek Napiórkowski – wręczenie nagrody w kategorii album roku – jazz
- Aldona Machnowska-Góra i Ewa Bem – wręczenie Złotego Fryderyka

### Gala muzyki klasycznej (30 marca 2025)

#### Występy
Występy podczas gali muzyki klasycznej:
- NOSPR (dyrygent: Michał Nesterowicz) – Uwertura na orkiestrę symfoniczną Grażyny Bacewicz
- Maria Nowak (skrzypce), Katarzyna Budnik (altówka) i NOSPR (dyrygent: Michał Nesterowicz) – Symfonia koncertująca Es-dur cz. III (Andantino con variazioni) Wolfganga Amadeusa Mozarta
- Gabriela Legun (sopran) i NOSPR (dyrygent: Michał Nesterowicz) – aria Neali z opery Paria Stanisława Moniuszki i aria Julii Dieu! Quel frisson… Amour, ranime mon courage z opery Romeo i Julia Charles’a Gounoda
- Antoni Wrona (wiolonczela) i NOSPR (dyrygent: Michał Nesterowicz) – Melodie cygańskie op. 20 na wiolonczelę i orkiestrę Pablo Sarasatego
- Agata Schmidt (mezzosopran) i Poldowski String Quartet (Marta Piórkowska – skrzypce, Agata Krystek – skrzypce, Damian Kułakowski – altówka, Mateusz Błaszczak – wiolonczela) – wybrane utwory na głos i kwartet smyczkowy Irène Poldowski
- Michał Pepol (wiolonczela) – The Soul is Free
- Dariusz Przybylski (organy) – Stone Toccata
- Mateusz Smoczyński (skrzypce) i NOSPR (dyrygent: Michał Nesterowicz) – Adam’s Apple cz. III (Temptation)

#### Prezenterzy
Prezenterzy podczas gali muzyki klasycznej:
- Maria Piotrowska-Bogalecka – wręczenie nagrody w kategorii album roku muzyka chóralna
- Marek Pilch – wręczenie nagrody w kategorii album roku muzyka dawna
- Urszula Kryger – wręczenie nagrody w kategorii album roku muzyka oratoryjna i operowa
- Agata Schmidt i Bartłomiej Wezner – wręczenie nagrody w kategorii album roku muzyka kameralna – wokalna
- Justyna Szajner i Michał Pepol – wręczenie nagrody w kategorii album roku muzyka koncertująca
- Zofia Zembrzuska – wręczenie nagrody w kategorii album roku muzyka orkiestrowa
- Piotr Sałajczyk – wręczenie nagrody w kategorii album roku recital solowy
- Dariusz Przybylski – wręczenie nagrody w kategorii album roku muzyka współczesna
- Piotr Kędziorek – wręczenie nagrody w kategorii najwybitniejsze nagranie muzyki polskiej
- Katarzyna Janiszewska i Gabriela Legun – wręczenie nagrody w kategorii album roku muzyka kameralna – duety
- Jakub Jakowicz – wręczenie nagrody w kategorii album roku muzyka kameralna – większe składy
- Bogusław Pluta – wręczenie nagrody w kategorii album roku klasyka – crossover
- Andrzej Szadejko – wręczenie Złotego Fryderyka

### Gala muzyki rozrywkowej (5 kwietnia 2025)

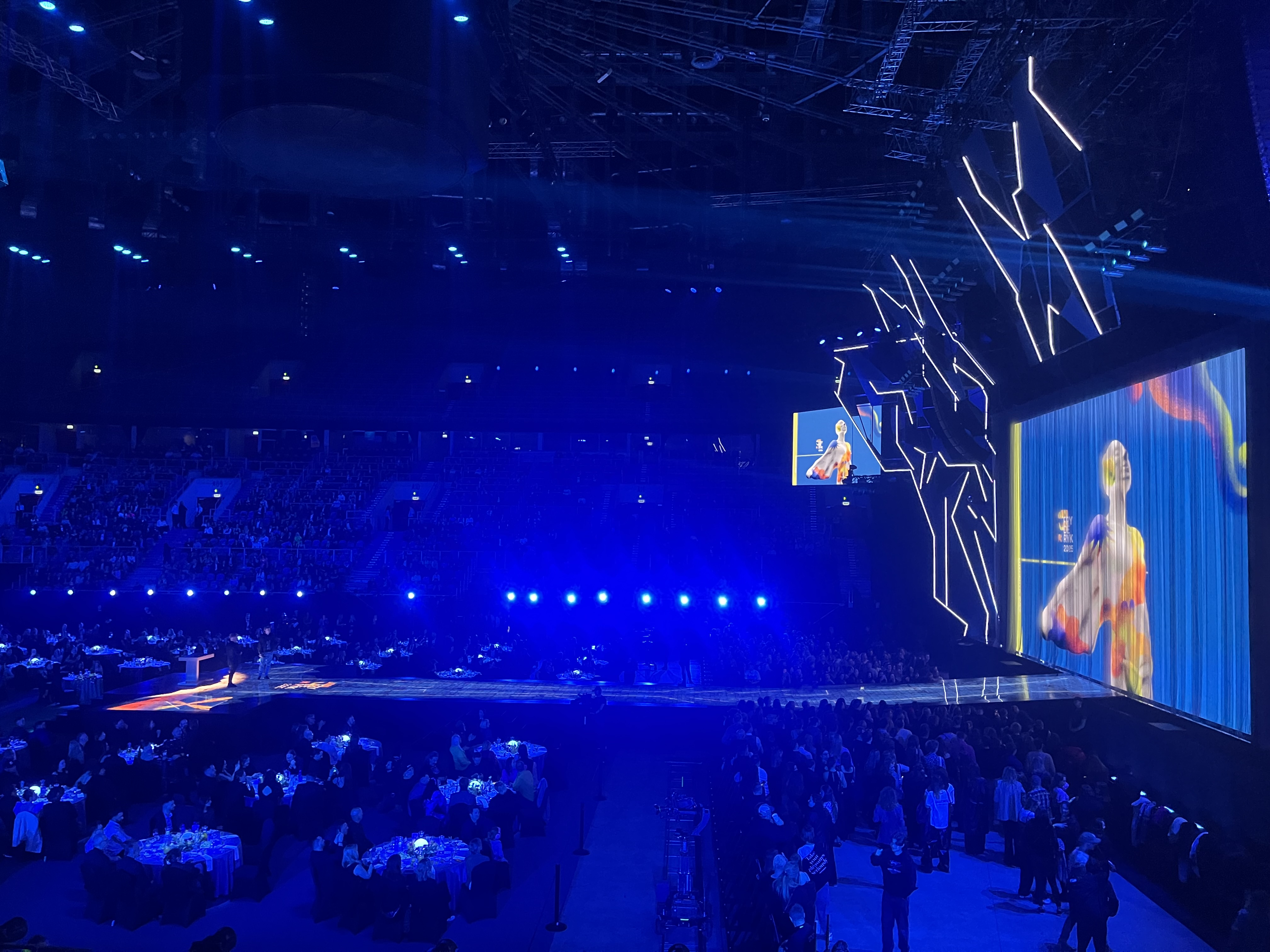
Scena gali muzyki rozrywkowej

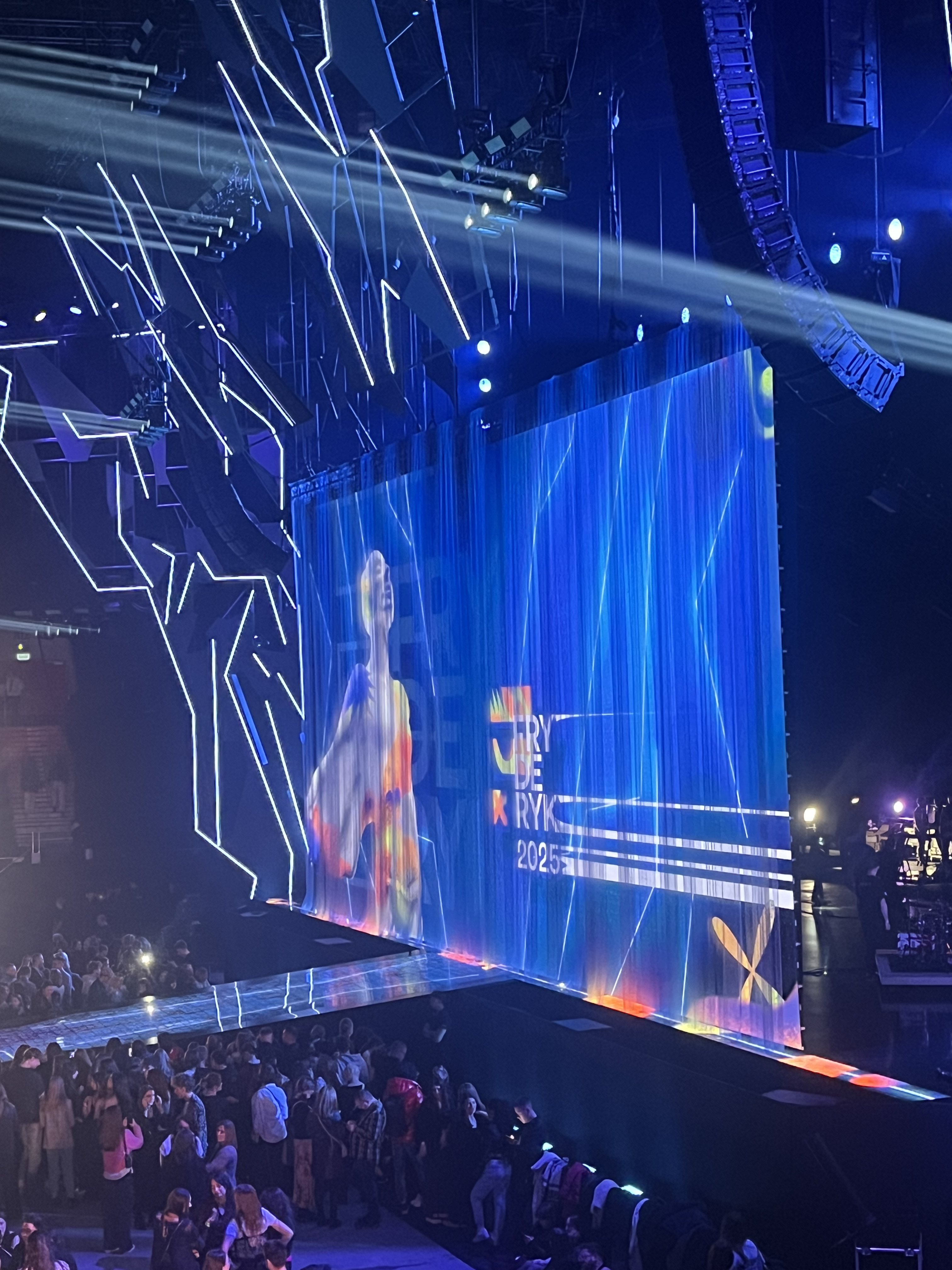
Scena gali muzyki rozrywkowej

#### Występy
Występy podczas gali muzyki rozrywkowej:
- Edyta Bartosiewicz, Orkiestra Akademii Beethovenowskiej (dyrekcja: Daniel Nosewicz) i Michał Grymuza – „Sen”
- Zalewski – „Zgłowy”, „Nastolatek”
- Sobel – „Niech boli” / „Wynalazek Filipa Golarza”
- Natalia Szroeder i Mela Koteluk – „Zwierzęta nocy”
- Kacperczyk – „Mamony milion”
- Krystyna Prońko i Chór Dominanta Uniwersytetu Ekonomicznego w Krakowie – „Psalm stojących w kolejce” (hołd dla Wojciecha Trzcińskiego)
- Kaśka Sochacka – „Szum”
- Kubi Producent, bambi, Fukaj i stickxr – „Woda księżycowa”
- Mata (robot) – „Lloret de Mar”
- Sara James – „Tiny Heart”
- Chór Dominanta Uniwersytetu Ekonomicznego w Krakowie – „Biała armia” (hołd dla Beaty Kozidrak)
- Wiktor Waligóra – „Zagrajmy”

#### Prezenterzy
Prezenterzy podczas gali muzyki rozrywkowej:
- Paulina Przybysz i Piotr Zioła – wręczenie nagród w kategoriach album roku pop alternatywny i album roku muzyka alternatywna
- Dana Vynnytska i Beata Stelmach – wręczenie nagród w kategoriach album roku muzyka korzeni i album roku muzyka ilustracyjna
- Bartosz Sąder i WaluśKraksaKryzys – wręczenie nagród w kategoriach album roku metal i album roku rock & blues
- Mateusz Opyrchał i Maciej Kutak – wręczenie nagród w kategoriach album roku hip hop i album roku pop
- Andrzej Puczyński – wręczenie Złotego Fryderyka dla Wojciecha Trzcińskiego
- Monika Kuszyńska i Krzysztof Zalewski – wręczenie nagrody w kategorii fonograficzny debiut roku
- Tomasz Ziętek i Tomasz Sygut – wręczenie nagród w kategoriach teledysk roku i singiel roku pop alternatywny
- Karina Nicińska – wręczenie nagród w kategoriach singiel roku hip hop i singiel roku pop
- Katarzyna Nosowska – wręczenie Złotego Fryderyka dla Beaty Kozidrak
- Edyta Bartosiewicz i Aleksander Miszalski – wręczenie nagrody w kategorii artysta / artystka roku

## Laureaci i nominowani

### Sekcja muzyki rozrywkowej
| Artysta / artystka roku | Fonograficzny debiut roku |
| --- | --- |
| - Zalewski | - Wiktor Waligóra - Ania Szlagowska - Dominika Płonka - Hubert. - Przebiśniegi |
| Album roku pop | Singiel roku pop |
| - Ta druga – Kaśka Sochacka - Dziewczyna Słońca – Anna Rusowicz - Playhouse – Sara James - REM – Natalia Szroeder - Siniaki i cekiny – Margaret | - „Szum” – Kaśka Sochacka - „Ballada o niej (Live, 92′)” – Daria Zawiałow - „Sama na planecie” – Natalia Szroeder - „Tam słońce, gdzie my” – Wiktor Dyduła - „Wolne duchy” – Męskie Granie Orkiestra 2024 (Daria Zawiałow, Mrozu i Kacperczyk)                                                                   |
| Album roku pop alternatywny | Singiel roku pop alternatywny |
| - Na południu bez zmian – Daria ze Śląska - Atlas iskier – Karaś/Rogucki - Bailando – Tomasz Makowiecki - Czekam na świt – Wiktor Waligóra - Kasia i Błażej – Nosowska i Błażej Król | - „Zgłowy” – Zalewski - „Himalaje” – Mela Koteluk - „Skacz ze mną na bombę” – Daria ze Śląska, gościnnie: Małpa - „Spotkanie z Warszawą” – Brodka - „Trucizna” – Kasia Lins |
| Album roku hip hop | Singiel roku hip hop |
| - XX – O.S.T.R. - Białe szaleństwo – Ćpaj Stajl - Lata – Bisz i Kosa - Tthe Grind – Otsochodzi - W związku z muzyką – Sobel | - „Futurama 3 (fanserwis)” – Quebonafide - „Lloret de Mar” – Mata - „Mama powtarzała” – Sobel - „Tango porcjarza” – O.S.T.R. - „Woda księżycowa” – Kubi Producent, bambi, Fukaj i stickxr |
| Album roku rock & blues | Album roku metal |
| - Zgłowy – Zalewski - 30 lat Agnieszki Chylińskiej – Kiedyś do ciebie wrócę – Agnieszka Chylińska - Instant Rewards – Tides From Nebula - Origami – Cool Kids of Death - Wieczorami chłopcy wychodzą na ulice – Myslovitz                                                                                          | - XXX Years Ov Blasphemy – Behemoth - Grzegorz Kupczyk – Grzegorz Kupczyk - Ku pogrzebaniu serc – Dom Zły - Live 2021 – TSA Dream Team - Vanishing – Blindead 23 |
| Album roku muzyka alternatywna | Album roku muzyka ilustracyjna |
| - Wawa – Brodka - Cudze rady psują mi życie – Bogdan Kondracki - Grzybnia – Błoto - Recut – Skalpel - Sanatorium – Coals - United Kingdom of Anxiety – Zamilska | - 1989 Musical – Webber - A statek płynie – Mariusz Obijalski - Diabeł – Łukasz Targosz - Lipstick on the Glass – Baasch - Prosta sprawa – Miro Kępiński i Kępiński/Kowalonek |
| Album roku muzyka korzeni | Teledysk roku |
| - Sploty – Kapela ze Wsi Warszawa i Bassałyki - #InDaWoods – Sw@da x Niczos - Nie ma Ziemi nad Kujawy – Zespół Pieśni i Tańca Ziemi Bydgoskiej - Pieśni ludu – Zazula - Tradycja – Marcin Wyrostek i Orkiestra Symfoniczna Filharmonii Śląskiej - Wędrujący ptak – Łukasz Ojdana, gościnnie: Drevo i Mariia Ojdana | - „Futurama 3 (fanserwis)” (Quebonafide) – Andrzej Dragan - „Ballada o niej” (Daria Zawiałow) – Daria Zawiałow i Mateusz Dziekoński - „Spotkanie z Warszawą” (Brodka) – Monika Brodka - „Woda księżycowa” (Kubi Producent, bambi, Fukaj i stickxr) – Darya Zahorskaya - „Zgłowy” (Zalewski) – Michał Sierakowski |

### Sekcja muzyki jazzowej
| Album roku – jazz | Album roku – jazz eksperymentalny / współczesna muzyka improwizowana |
| --- | --- |
| - Better – Tomasz Dąbrowski & The Individual Beings - Come Back… – Henryk Miśkiewicz & Chopin University Big Band - I Love Music – Piotr Wyleżoł - September Night – Tomasz Stańko Quartet - Universum – Atom String Quartet | - Współgłosy – Współgłosy i Marcel Baliński - Beamo – Leszek Możdżer, Lars Danielsson i Zohar Fresco - Critique of Swing in Two Parts – Pianohooligan - Live in Hamburg ’75 – Leszek Żądło Quartet |
| Jazzowy artysta / artystka roku | Fonograficzny debiut roku – jazz |
| - Tomasz Dąbrowski - Adam Bałdych - Henryk Miśkiewicz - Leszek Możdżer - Piotr Wyleżoł | - Szymon Zawodny - Adam Jędrysik - Tymek Papior |
| Jazzowy kompozytor / kompozytorka roku | |
| - Mateusz Smoczyński - Leszek Możdżer - Piotr Wyleżoł - Tomasz Dąbrowski | |

### Sekcja muzyki klasycznej
| Najwybitniejsze nagranie muzyki polskiej |
| --- |
| - Grażyna Bacewicz: Complete Symphonic Works Vol. 3 - WDR Sinfonieorchester (dyrekcja: Łukasz Borowicz) - Karol Szymanowski - Iwona Sobotka (sopran), Chór NFM (kierownictwo artystyczne: Lionel Sow), NFM Filharmonia Wrocławska, Giancarlo Guerrero (dyrygent) - Mikołaj Dylecki - Wrocław Baroque Ensemble (dyrekcja: Andrzej Kosendiak) - Paweł Łukaszewski: Requiem - Roberta Mameli (sopran), Adam Krużel (baryton), Polski Chór Kameralny i Sinfonia Varsovia (dyrekcja: Jan Łukaszewski) - Paweł Łukaszewski: The Adoration - Chór Filharmonii Narodowej (dyrekcja: Bartosz Michałowski) - Witold Szalonek: Pieśni o Śląsku - Zespół Śpiewaków Miasta Katowice Camerata Silesia (dyrekcja: Anna Szostak) |
| Album roku muzyka chóralna |
| - Witold Szalonek: Pieśni o Śląsku - Zespół Śpiewaków Miasta Katowice Camerata Silesia (dyrekcja: Anna Szostak) - Dance of Death - Willard White (narrator), Jan Krzeszowiec (flet), Chór NFM, Lionel Sow (dyrygent) - Janusz Krzysztof Korczak: Da mihi bibere - Zespół Śpiewaków Miasta Katowice Camerata Silesia (dyrekcja: Anna Szostak) - Kołysz się, kołysz - Astrolabium i Tomasz Drozdek „T.ETNO” (dyrekcja: Kinga Litowska) - Paweł Łukaszewski: The Adoration - Chór Filharmonii Narodowej (dyrekcja: Bartosz Michałowski) |
| Album roku muzyka dawna |
| - Christoph Willibald Gluck: Orfeo & Euridice - Jakub Józef Orliński (kontratenor), Fatma Said (sopran), Elsa Dreisig (sopran), Il giardino d’amore (dyrekcja: Stefan Plewniak) - Jasnogórska muzyka dawna vol.80 - Schola Gregoriana Sancti Joannis Pauli II, Susi Ferfoglia (dyrygent) - Johann Sebastian Bach: Suity angielskie BWV 806–811 - Lilianna Stawarz (klawesyn) - Les Métamorphoses du Clavecin - Krzysztof Garstka (klawesyn), Aleksander Mocek (klawesyn) - Mikołaj Dylecki - Wrocław Baroque Ensemble (dyrekcja: Andrzej Kosendiak) |
| Album roku muzyka kameralna – duety |
| - Wieniawski, Paderewski, Lutosławski - Krzysztof Jakowicz (skrzypce), Robert Morawski (fortepian) - Ad libitum - Roksana Kwaśnikowska (skrzypce), Krzysztof Stanienda (fortepian) - Dedications - Cracow Duo: Jan Kalinowski i Marek Szlezer - Departures - Jakub Jakowicz (skrzypce), Łukasz Chrzęszczyk (fortepian) - Sonaty i fantazje na altówkę i fortepian - Katarzyna Budnik (altówka), Grzegorz Mania (fortepian) |
| Album roku muzyka kameralna – większe składy |
| - Penderecki, Szymanowski, Bacewicz, Górecki, Łukaszewski - Dafô String Quartet - Polish Piano Quintets - Kwartet Śląski, Zygmunt Krauze, Eugeniusz Knapik, Piotr Sałajczyk, Tymoteusz Bies - Tha’ Munnot Waste No Time - Iwona Mironiuk (fortepian), Szabolcs Esztényi (fortepian), Eugeniusz Knapik (fortepian), Aleksander Romański (klarnet) - Wajnberg, Tansman, Przybylski: Clarinet Quintets - Piotr Lato (klarnet), Messages Quartet - Wieniawski, Paderewski – Souvenir de Posen - Meccore String Quartet |
| Album roku muzyka kameralna – wokalna |
| - Ludomir Różycki: Pieśni zebrane - Urszula Kryger (mezzosopran), Paweł Cłapiński (fortepian) - Chopin, Gablenz, Karłowicz… – Songs - Tomasz Zagórski (tenor), Jacek Kortus (fortepian) - Complete Songs of Ignacy Jan Paderewski - Marzena Michałowska (sopran), Małgorzata Sajna-Mataczyńska (fortepian) - Here I Am! Songs of Karol Szymanowski - Agnieszka Rehlis (mezzosopran), Aleksandra Kubas-Kruk (sopran), Magdalena Blum (fortepian) - Łukaszewski, Rogowski, Zarzycki, Sawa: Hear the Time - Dorota Całek (sopran), Jakub Jakowicz (skrzypce), Tomasz Strahl (wioloneczela), Urszula Świerczyńska (fortepian), Alicja Wołyńczyk-Raniszewska (saksofon) |
| Album roku recital solowy |
| - Jan Sebastian Bach: Goldberg Variations - Tymoteusz Bies (fortepian) - Bach Romantique - Zbigniew Pilch (skrzypce) - Józef Deszczyński: Piano Works (selection) - Joanna Ławrynowicz-Just (fortepian) - Liszt: Transcendental Etudes - Radosław Sobczak (fortepian) - Ludomir Różycki: 5 Preludes op. 2, 4 Intemezzi op. 42, OP. Sonata in A Minor op. 10 - Olga Anikiej (fortepian), Kamil Łomasko (kontrabas) - Magin, Wajnberg, Łukaszewski, Wachowski: Hevel - Jan Wachowski (fortepian) |
| Album roku muzyka koncertująca |
| - Witold Szalonek: Connections - Joanna Freszel (głos), Ania Karpowicz (flet), Tomasz Konieczny (bas-baryton), Urszula Kryger (alt), Maksymilian Lipień (obój), Zespół Śpiewaków Miasta Katowice Camerata Silesia, Aukso Orkiestra Kameralna Miasta Tychy (dyrekcja: Marek Moś) - Joanna Wnuk-Nazarowa: Il tempo passa - Łukasz Długosz (flet), Agata Kielar-Długosz (flet), Bartłomiej Duda (sopran chłopięcy), Aleksandra Gajecka-Antosiewicz (klawesyn), Agnieszka Kaczmarek-Bialic (harfa), Jakub Moroziński (gitara), Marek Nosal (gitara), Śląska Orkiestra Kameralna, Orkiestra Symfoniczna Filharmonii Śląskiej, Piotr Pławner (dyrygent), Jarosław Szemet (dyrygent) - Minimalist - Szymon Nehring i Orkiestra Polskiego Radia w Warszawie (dyrekcja: Michał Klauza) - Paweł Łukaszewski: Concertos - Kamila Wąsik-Janiak (skrzypce), Paweł Gusnar (saksofon), Michał Knot (saksofon), Agnieszka Przemyk-Bryła (fortepian), Arkadiusz Krupa (obój), Chopin University Chamber Orchestra (dyrekcja: Rafał Janiak) - Penderecki: Concertos Vol. 10 - Michel Lethiec (klarnet), Patrick Gallois (flet), Wojciech Jeliński (puzon), Krzysztof Grzybowski (klarnet), Polska Orkiestra Sinfonia Iuventus (dyrekcja: Maciej Tworek) |
| Album roku muzyka oratoryjna i operowa |
| - Karol Szymanowski - Iwona Sobotka (sopran), Chór NFM (kierownictwo artystyczne: Lionel Sow), NFM Filharmonia Wrocławska, Giancarlo Guerrero (dyrygent) - Aleksander Nowak / Marcin Wicha – Rzeczy. Vaudeville - Joanna Freszel (sopran), Karol Kozłowski (tenor), Kasia Moś (głos), Max Mucha (kontrabas), Piotr Sałajczyk (fortepian), Aukso Orkiestra Kameralna Miasta Tychy (dyrekcja: Marek Moś) - Górecki 90 - Iwona Sobotka (sopran) i Orkiestra Symfoniczna Filharmonii Śląskiej (dyrekcja: Jarosław Szemet) - Krzysztof Herdzin: Requiem - Olga Pasiecznik (sopran), Andrzej Lampert (tenor), Kamil Zdebel (baryton), Chór Filharmonii Narodowej i Orkiestra Polskiego Radia w Warszawie (dyrekcja: Krzysztof Herdzin) - Paweł Łukaszewski: Requiem - Roberta Mameli (sopran), Adam Krużel (baryton), Polski Chór Kameralny i Sinfonia Varsovia (dyrekcja: Jan Łukaszewski) |
| Album roku muzyka orkiestrowa |
| - Szymanowski Reimagined - Bartłomiej Nizioł (skrzypce) i Orkiestra Filharmonii Narodowej (dyrekcja: Andrzej Boreyko) - Grażyna Bacewicz: Complete Symphonic Works Vol. 3 - WDR Sinfonieorchester (dyrekcja: Łukasz Borowicz) - Wieniawski, Noskowski: Polish Romantic Works - Wojciech Niedziółka (skrzypce) i Orkiestra Symfoniczna Filharmonii Łódzkiej im. Artura Rubinsteina (dyrekcja: Paweł Przytocki) |
| Album roku muzyka współczesna |
| - Jerzy Kornowicz / Michał Rusinek: Album rodzinny - Ewa Biegas (sopran), Jan Jakub Monowid (kontratenor), Aukso Orkiestra Kameralna Miasta Tychy (dyrekcja: Marek Moś) - Nowak, Mykietyn, Wojciechowski - Royal String Quartet - Paweł Łukaszewski: Musica Profana 4 - Aleksandra Demowska-Madejska (altówka), Łukasz Długosz (flet), Ewa Guz-Seroka (fortepian), Agata Kielar-Długosz (flet), Anna Mikołajczyk-Niewiedział (sopran), Kamila Wąsik-Janiak (skrzypce) - Polish Impressions (Smoczyński, Czarnecki, Majkusiak) - Jadwiga Kotnowska (flet), Mateusz Smoczyński (skrzypce), Artur Pachlewski (klarnet), Karolina Jaroszewska (wiolonczela), Klaudiusz Baran (akordeon) i Filharmonia Kameralna im. Witolda Lutosławskiego w Łomży (dyrekcja: Jan Miłosz Zarzycki) - Zygmunt Krauze: Konteksty - Zygmunt Krauze i Spółdzielnia Muzyczna Contemporary Ensemble |
| Album roku klasyka – crossover |
| - Tęskni dzioucha do syneczka – Songs of Silesian Uprisings - Franciszek Raczkowski (fortepian), Patryk Petersson (klarnet, klarnet basowy), Patryk Zakrzewski (instrumenty perkusyjne), Michał Goławski (fortepian) i Zespół Śpiewaków Miasta Katowice Camerata Silesia (dyrekcja: Anna Szostak) - #LetsBaRock - Jakub Józef Orliński (kontratenor), Aleksander Dębicz (fortepian), Wojciech Gumiński (kontrabas, gitara basowa, moog), Marcin Ułanowski (perkusja) - Adam’s Apple - Mateusz Smoczyński (skrzypce), Chopin University Chamber Orchestra (dyrekcja: Rafał Janiak), combo jazzowe: Mateusz Smoczyński, Dominik Wania, Sławomir Kurkiewicz, Michał Miśkiewicz - Aleksander Dębicz: Magnolia - Aleksander Dębicz (fortepian), Jakub Józef Orliński (kontratenor), Łukasz Kuropaczewski (gitara), Marcin Zdunik (wiolonczela), Michał Żak (flet), Konrad Gołda (trąbka) - Filharmonia Pana Kleksa - Chór Dziewczęcy NFM, Chór Chłopięcy NFM, Zespół Wokalny Rondo i NFM Orkiestra Leopoldinum (dyrekcja: Małgorzata Podzielny) |

### Złote Fryderyki
Laureaci Złotych Fryderyków:

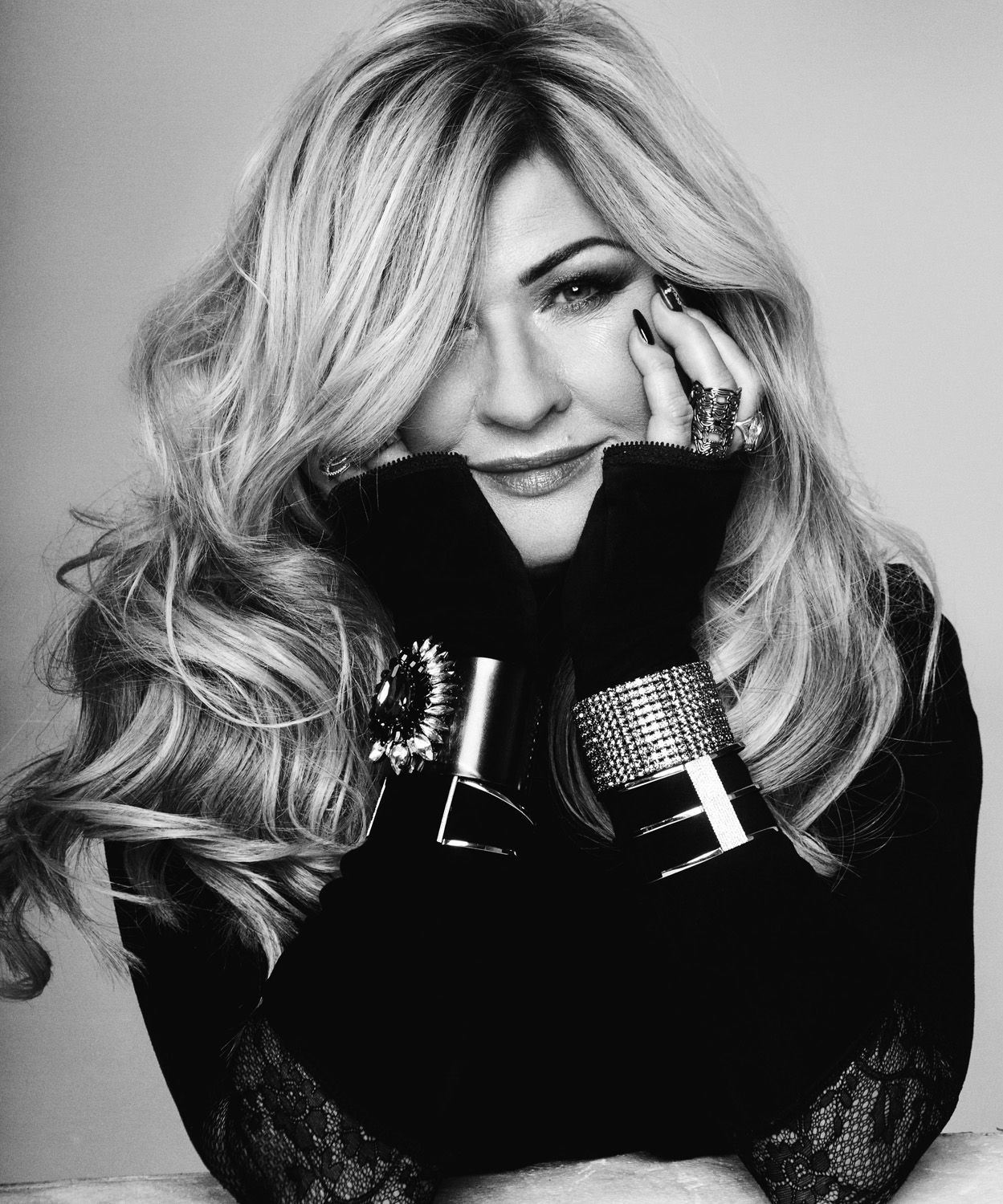
Beata Kozidrak, laureatka Złotego Fryderyka w muzyce rozrywkowej

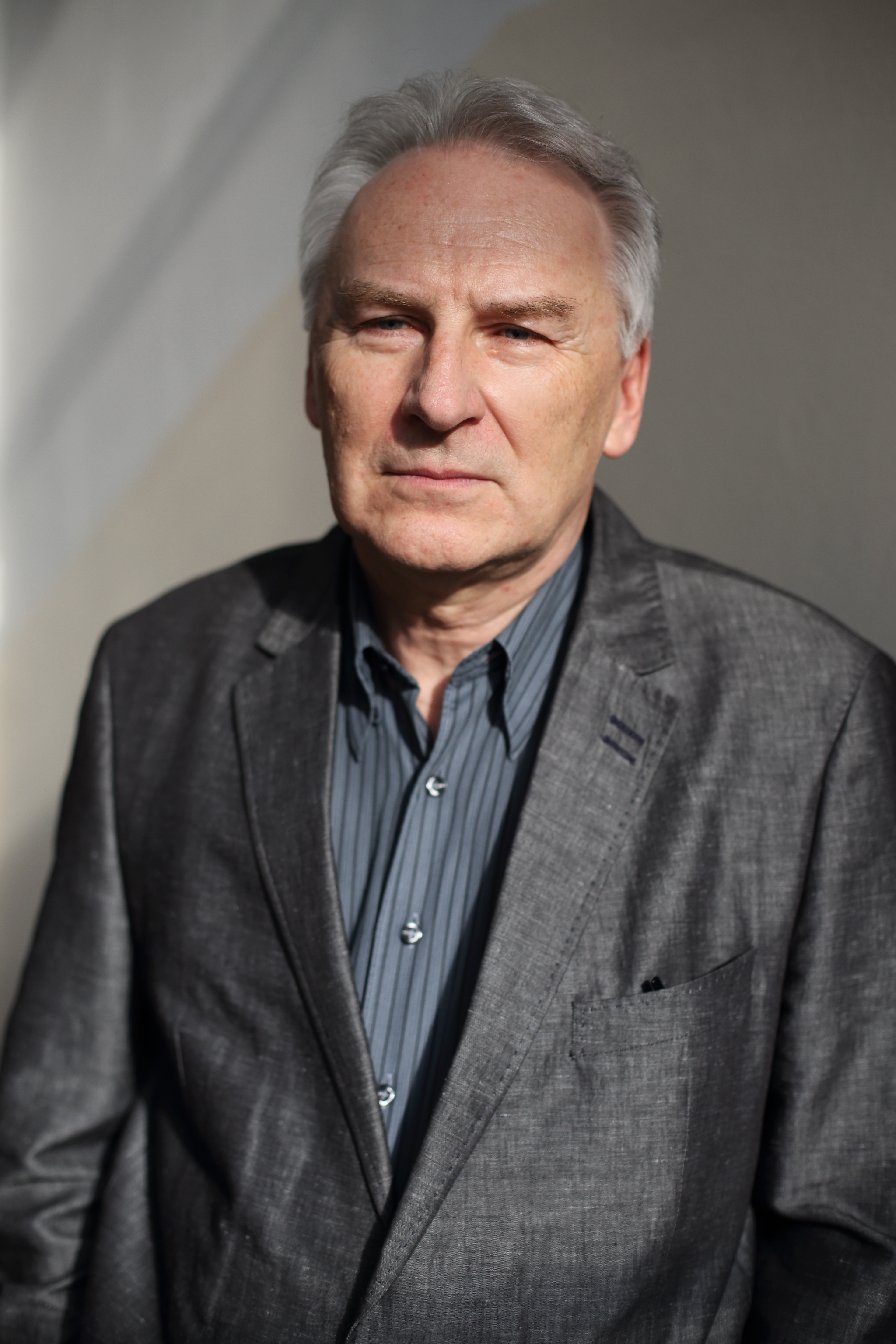
Wojciech Trzciński, laureat Złotego Fryderyka w muzyce rozrywkowej

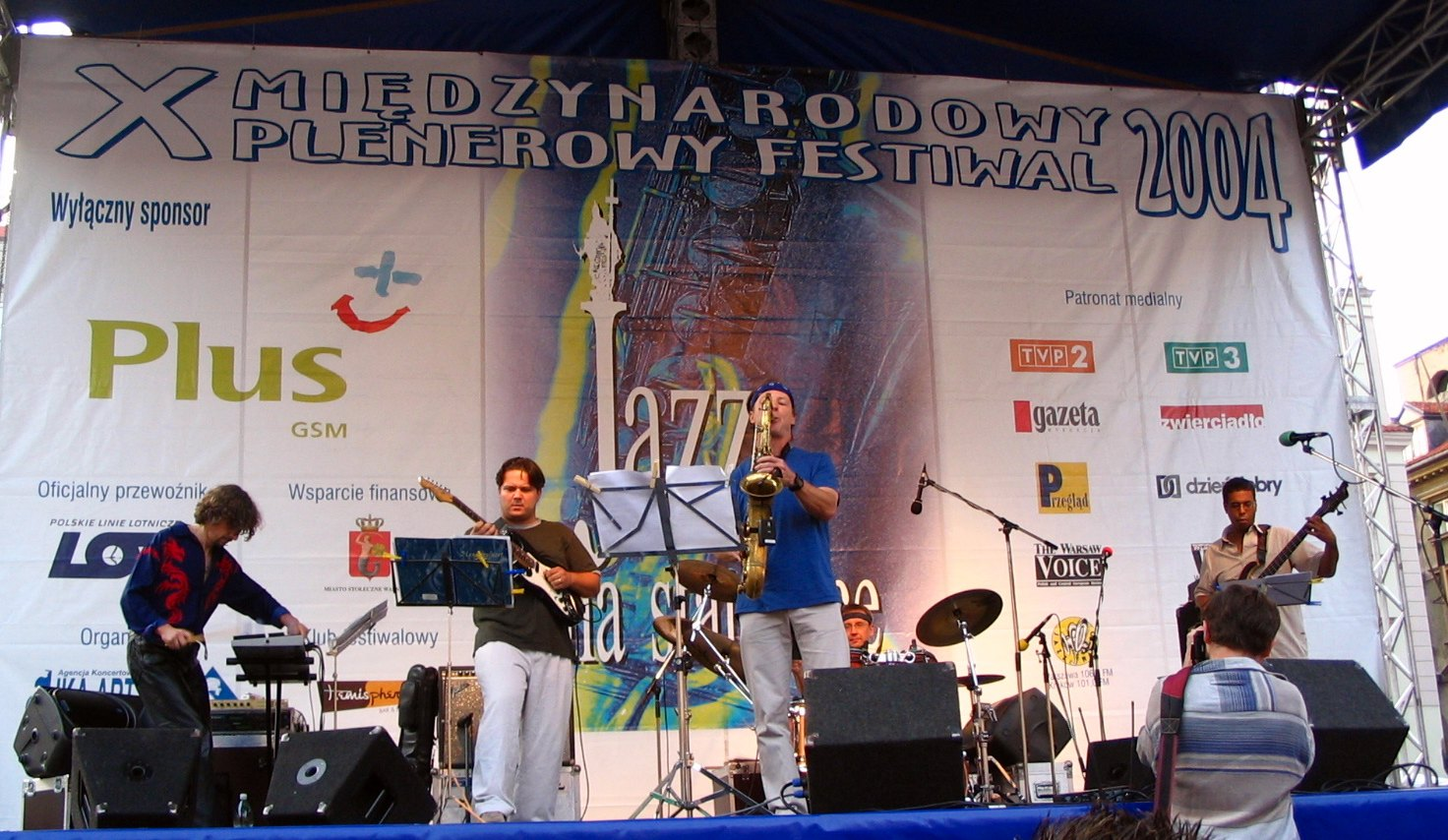
Walk Away, laureaci Złotego Fryderyka w muzyce jazzowej

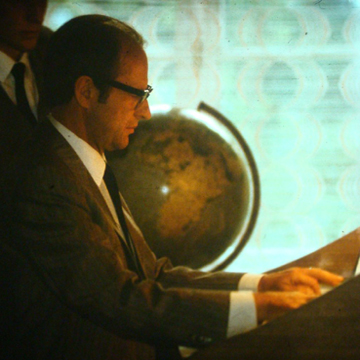
Joachim Grubich, laureat Złotego Fryderyka w muzyce klasycznej

- Beata Kozidrak (muzyka rozrywkowa)
- Wojciech Trzciński (muzyka rozrywkowa)
- Walk Away (muzyka jazzowa)
- Joachim Grubich (muzyka klasyczna)

## Statystyki
| Liczba | Osoba/zespół |
| ------ | --- |
| 3      | ZalewskiZespół Śpiewaków Miasta Katowice Camerata Silesia                                                       |
| 2      | Anna Szostak-MyrczekAukso Orkiestra Kameralna Miasta TychyKaśka SochackaMarek MośTomasz DąbrowskiUrszula Kryger |

| Liczba | Osoba/zespół |
| ------ | --- |
| 5      | Zespół Śpiewaków Miasta Katowice Camerata Silesia |
| 4      | Anna SzostakMateusz Smoczyński |
| 3      | Aukso Orkiestra Kameralna Miasta TychyBrodkaChór Filharmonii NarodowejChór NFMDaria ZawiałowIwona SobotkaJakub Józef OrlińskiLeszek MożdżerLionel SowMarek MośOrkiestra Symfoniczna Filharmonii ŚląskiejPiotr WyleżołTomasz Dąbrowski |